# Diable de Jersey
Pour le jeu vidéo de 1997, voir Jersey Devil (jeu vidéo).

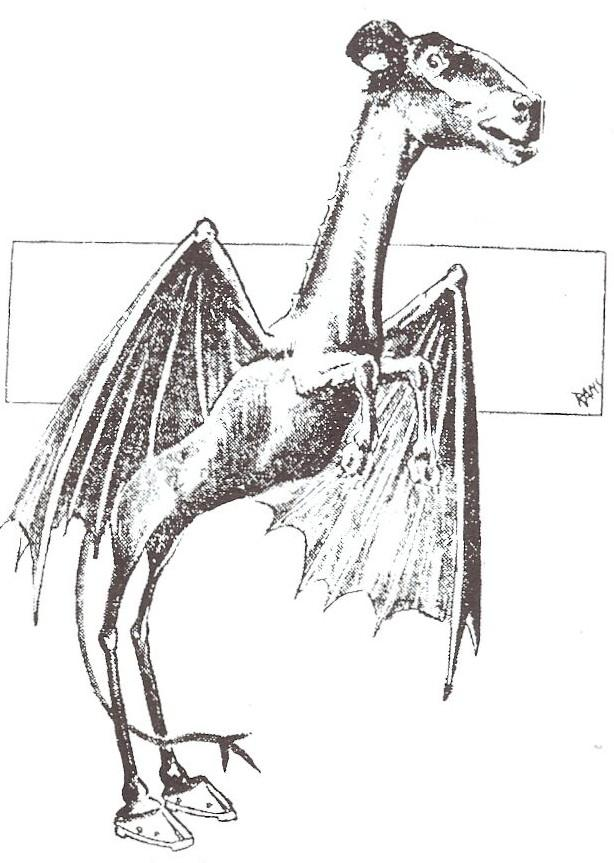
Dessin du diable de Jersey datant de 1909.

Le diable de Jersey est un cryptide censé habiter dans les forêts du sud du New Jersey, aux États-Unis. Il est généralement décrit comme une créature bipède avec des sabots mais il existe plusieurs variations de sa description plus détaillée, la plus commune étant une créature au corps reptilien avec la tête d'une chèvre ou d'un cheval, des ailes de chauve-souris, des cornes, de petites pattes avant griffues, des sabots fendus et une queue fourchue.

## Histoire
La légende du diable de Jersey remonte à 1735 quand madame Deborah Leeds, déjà mère de douze enfants, donna prétendument naissance à une créature monstrueuse qui la tua avant de prendre la fuite. De nombreuses personnes, dont Joseph Bonaparte, prétendent avoir vu par la suite la créature surnommée « diable de Jersey ».
La légende a connu une résurgence dans la semaine du 16 au 23 janvier 1909 lorsque plusieurs personnes ont affirmé avoir vu ou avoir été attaquées par la créature. L'histoire, abondamment couverte par la presse, engendra une vague de panique dans la vallée du Delaware où de nombreuses écoles restèrent fermées alors que de nombreux travailleurs restèrent chez eux. Le zoo de Philadelphie offrit une récompense de 10 000 $ pour du crottin de la créature. Les témoignages cessèrent brusquement après le 23 janvier. Depuis lors, d'autres témoignages ont ponctuellement ramené l'attention sur la légende.

## Culture populaire
L'équipe de hockey sur glace des Devils du New Jersey a été baptisée ainsi en 1982 en l'honneur de la créature par un vote du public.
La légende a inspiré l'épisode Le Diable du New Jersey (1993), de la série télévisée X-Files, ainsi que le film The Forest (2012), de Darren Lynn Bousman et le film Reed's Point (2022) de Dale Fabrigar. 
Un jeu vidéo du nom de Jersey Devil est sorti sur PlayStation en 1997. Le joueur y incarne un personnage ressemblant à une chauve-souris.
La créature apparaît dans la série Sleepy Hollow, lors de l'épisode 13 de la saison 3.
La créature apparaît dans le jeu vidéo The Wolf Among Us de Telltale Games.
La créature apparaît dans la série American Horror Story  dans les génériques de début de la saison 3 (Coven) et de la saison 8 (Apocalypse).
Dans le jeu vidéo Inscryption, la carte "Enfant no 13" représente une créature similaire et son nom fait référence à la légende qui prétend qu'il s'agit du treizième enfant de Deborah Leeds.